# Camponotus howensis
Camponotus howensis är en myrart som beskrevs av Wheeler 1927. Camponotus howensis ingår i släktet hästmyror, och familjen myror. Inga underarter finns listade.